# Diamond Dogs (singolo)
Diamond Dogs è un brano musicale del cantante britannico David Bowie, pubblicato nel 1974 come singolo tratto dall'omonimo album.

## Il brano
Il testo presenta all'ascoltatore il nuovo personaggio creato da Bowie, Halloween Jack, che vive sulla cima di un grattacielo abbandonato di una Manhattan post-apocalittica. Il suono della chitarra nel brano è fortemente influenzato dai Rolling Stones, e segnala la volontà di Bowie di staccarsi dal glam rock per avvicinarsi ad un genere più proto-punk.
La traccia è considerata da molti critici come un singolo piuttosto non convenzionale, poco commerciale e che per altro raggiunse solo la posizione numero 21 nella classifica dei singoli più venduti nel Regno Unito.

## Tracce singolo
1. Diamond Dogs (David Bowie) – 5:56
2. Holy Holy (David Bowie) – 2:20

## Formazione
- David Bowie - voce, chitarra
- Mick Ronson - chitarra
- Herbie Flowers - basso
- Aynsley Dunbar - batteria
- Mike Garson - pianoforte
- Trevor Bolder - basso